# Le Grand-Bourg
Le Grand-Bourg is een gemeente in het Franse departement Creuse (regio Nouvelle-Aquitaine). De plaats maakt deel uit van het arrondissement Guéret. Le Grand-Bourg telde op 1 januari 2022 1.182 inwoners.

## Geografie
De oppervlakte van Le Grand-Bourg bedraagt 78,91 km², de bevolkingsdichtheid is 15 inwoners per km² (per 1 januari 2019).
De onderstaande kaart toont de ligging van Le Grand-Bourg met de belangrijkste infrastructuur en aangrenzende gemeenten.

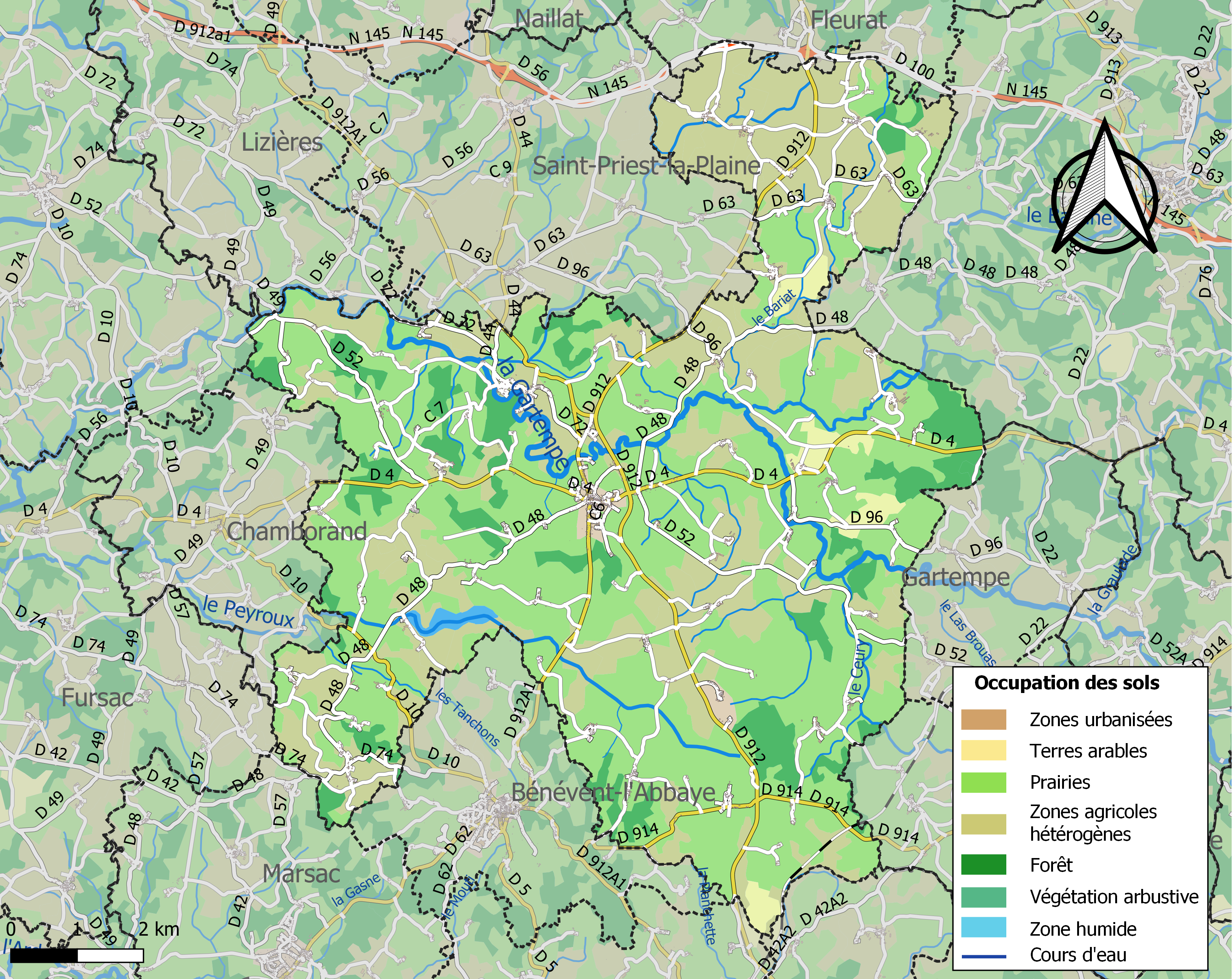

## Demografie
Onderstaande figuur toont het verloop van het inwonertal (bron: INSEE-tellingen).